# Firstenbau

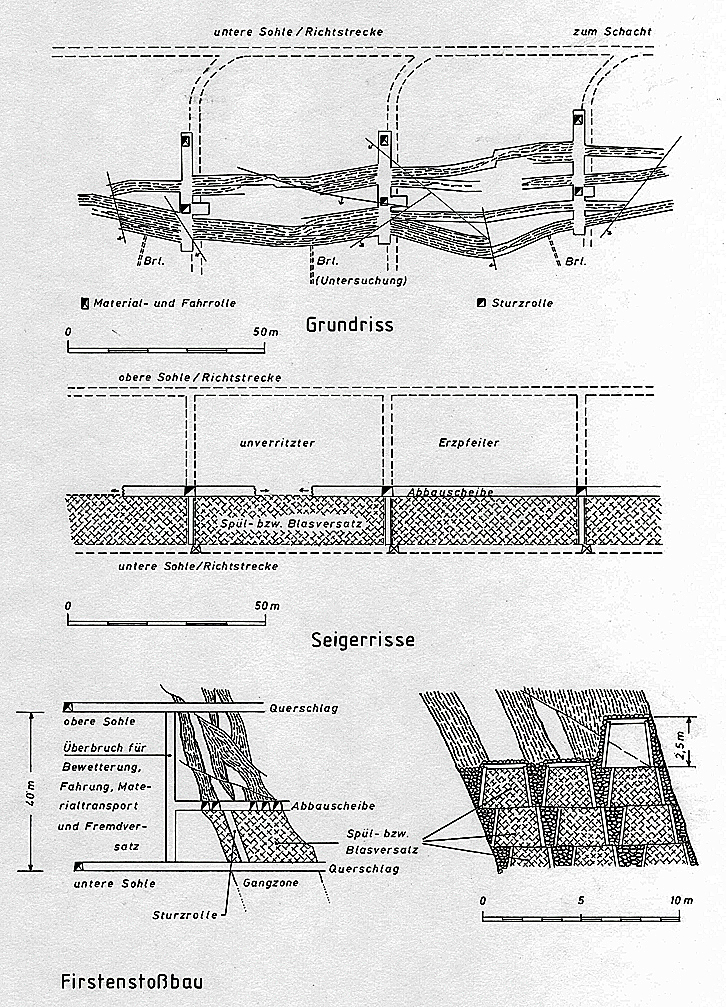
Das Prinzip des Firstenstoßbaus

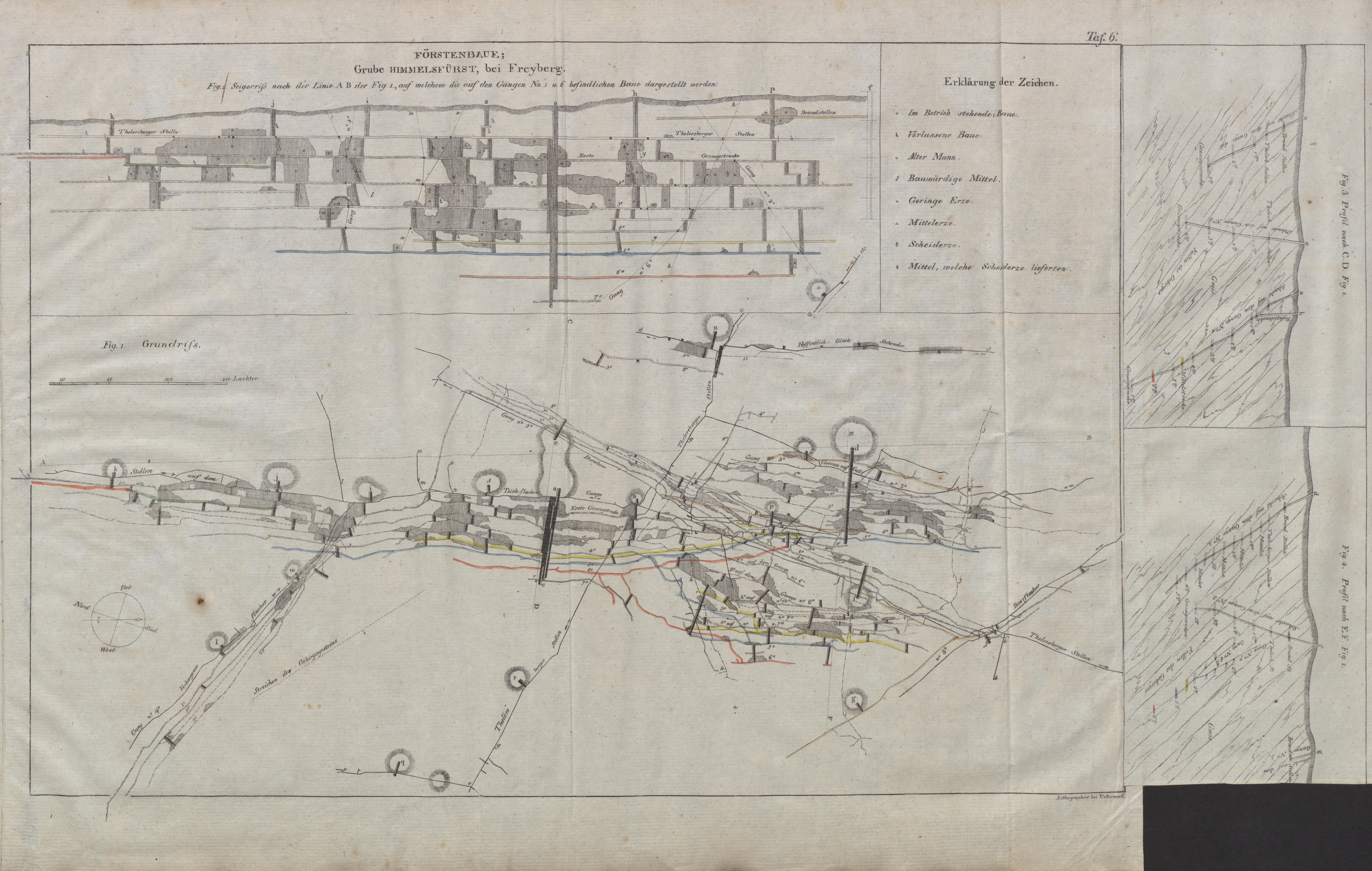
Förstenbau zu Anfang des 19. Jahrhunderts

Der Firstenbau, auch Förstenbau genannt, ist eine Abbaumethode, die im Bergbau bei steil nach oben gerichteten Lagerstätten angewendet wird. Der Firstenbau ist für steil stehende Steinkohlenflöze und Gangerzlagerstätten eine wichtige Abbaumethode. In der 2. Hälfte des 19. Jahrhunderts wurde der Firstenbau, neben dem Strebbau, von der Preussischen Schlagwetter-Commission als Abbauverfahren für den Abbau von Kohlen in Schlagwetter-Gruben empfohlen. Der Firstenbau wird so bezeichnet, weil bei dieser Abbaumethode der Abbau von der Firste der Grundstrecke ausgehend nach oben vorrückt. Dieses Abbauverfahren ist von seiner Ausführung her die Umkehrung des Strossenbaus. Die Bergleute stehen beim Firstenbau unter den abzubauenden Rohstoffmassen. Der Firstenbau zählt zu den Abbauverfahren mit Versatz.

## Grundlagen und Geschichte
Abgeleitet wurde der Name Firstenbau nach dem Begriff „In Fürsten Weise“. Erstmalig angewendet wurde der Firstenbau im 17. Jahrhundert im Erzgebirge. In der zweiten Hälfte des 18. Jahrhunderts (etwa um 1777 / 1778) wurde das Verfahren im Siegerländer Bergbau auf der Stahlsteingrube Weisenguldenhardt eingeführt. Ebenfalls im 18. Jahrhundert wurde der Firstenbau dann auf dem Rammelsberg eingeführt. Der große Vorteil gegenüber dem Strossenbau war die Ersparnis an Grubenholz. Ein weiterer Vorteil war, dass die Bergleute beim Firstenbau bereits in kurzer Zeit Erz gewinnen konnten. Hinzu kam die Kostenersparnis bei der Abförderung der hereingewonnenen Bodenschätze. Allerdings wurde der Firstenbau im ganzen Harzer Bergrevier erst Anfang des 19. Jahrhunderts eingeführt, weil hier weiter der Strossenbau bevorzugt wurde. In der zweiten Hälfte des 19. Jahrhunderts wurde er auch zum Abbau von Steinkohlenflözen genutzt. Des Weiteren wurde der Firstenbau auch in der Form als Vierkantsbau im Schieferbergbau zur Gewinnung großer Schieferblöcke angewendet.

## Grundsätzliches zum Verfahren
Beim Firstenbau beginnt der Abbau stufenförmig von unten nach oben. Der Abbau verläuft bei dieser Methode immer an der Firste entlang. Der Abraum dient als Versatz zum Ausfüllen der abgebauten Strecke und als Sohle für den weiteren Abbau. Um eine steil stehende Lagerstätte nach dieser Methode abzubauen, werden zunächst übereinander zwei parallel aufgefahrene Strecken erstellt. Dazu wird zunächst von der Hauptfördersohle aus ein Überhauen angelegt. Aus dem Überhauen wird die zweite Strecke, die sogenannte Firstenstrecke, aufgefahren. Der Teil der Lagerstätte, der zwischen den beiden Sohlen stehen bleibt, wird als Schwebe bezeichnet. Die Dicke der Schwebe liegt je nach Festigkeit zwischen 50 Zentimetern und einigen Metern. Beide Strecken werden durch einen sogenannten Zwischenschacht miteinander verbunden. Der Abbau des Erzganges findet nur im oberen Niveau der Lagerstätte statt, die untere Sohle dient nur zur Förderung der Erze nach über Tage.
Der Abbau kann ein- oder zweiflügelig geführt werden. Die Bauweise ist davon abhängig, ob man den Abbau zu einer oder zu beiden Seiten des Überhauens startet. Bei der einflügeligen Bauweise wird bis zum nächsten Überhauen gebaut. Bei der zweiflügeligen Bauweise begegnen sich die Abbaue zweier benachbarter Überhauen. Bei zerklüfteten Gesteinsmassen und bei schmalen Gängen oder bei Schichtungen des Nebengesteins ist die zweiflügelige Bauweise ungeeignet. Der Abbau kann erst beginnen, wenn man das bauwürdige Lager mit einer Strecke unterfahren hat. Man unterscheidet beim Firstenbau verschiedene Methoden, diese sind der einfache Firstenbau, der Seitenfirstenbau, der Firstenstoßbau und der Firstenstoßbau mit Magazinierung (Magazinabbau).

### Einfacher Firstenbau
Dieses Verfahren war vor dem Einsatz des maschinellen Bohrens das vorherrschende Abbauverfahren auf steilen Erzgängen mit geringer bis mittlerer Mächtigkeit. Der Abbau wird von der tiefsten Strecke aus begonnen und ein- oder zweiflügelig angelegt. Beim zweiflügeligen Verfahren wird aus der Mitte des Bauabschnittes nach beiden Seiten gleichzeitig ein Streckenstoß belegt. Der zweiflügelige Abbau ist beim Erzbergbau der Regelfall. Dieses Verfahren ergibt bei der Gewinnung größerer Erzmittel eine gute Betriebskonzentration. Beim einflügeligen Verfahren wird nur nach der einen oder der anderen Seite abgebaut. Ist ein Stoß genügend vorgetrieben, wird anschließend der zweite und danach dritte und danach weitere Stöße vorgetrieben. Die abgebaute Strecke wird nach dem Vorrücken des Abbaus mittels einer Kastenzimmerung zur Basisstrecke abgetrennt. Diese Kastenzimmerung dient als Auflager für den Bergeversatz. Das Erz wird über sogenannte Förderrollen abgefördert, besonders reine Erzstücke werden separat gesammelt und getrennt abgefördert. Die anfallenden Berge werden nach Möglichkeit wieder an Ort und Stelle als Versatz eingebaut. Die Arbeit pro Firststoß wird während einer Schicht von ein bis zwei Hauern getätigt. Aufgrund der Höhe wird die Bohrarbeit teilweise von kleinen Bühnen aus getätigt, die aus quer festgeschlagenen Spreizen bestehen. Teilweise stehen die Hauer auch direkt auf dem Versatz oder auf Fahrten.

### Seitenfirstenbau
Der Seitenfirstenbau ist eine Abart des einfachen Firstenbaus. Er ist für Lagerstätten mit Mächtigkeiten von drei bis zu zehn Metern geeignet. Bei Lagerstätten, bei denen die Gänge mächtiger als drei Meter sind, und bei denen das Nebengestein nicht genügend standfest ist, ist der einfache Firstenbau nicht mehr ohne größere Schwierigkeiten durchzuführen. Für diese Lagerstätten wird der Seitenfirstenbau angewendet. Bei dieser Abbaumethode werden die Stöße nicht in der ganzen Breite, sondern in Absätzen vorgetrieben. Dazu wird der Erzgang je nach Mächtigkeit, in zwei bis drei Streifen aufgeteilt. Dabei wird der Erzgang vom Liegenden ausgehend zunächst mittels eines etwa 2,5 Meter mächtigen Streifens abgebaut. Anschließend wird der nächste Streifen abgebaut. Dieser Streifen wird jedoch erst angegriffen, wenn der erste Streifen genügend versetzt ist. Die Hauptförderstrecken befinden sich bei dieser Methode in der Regel im Liegenden. Von den Hauptförderstrecken werden kurze Querschläge bis zu den Gängen aufgefahren. An den Enden der Gänge befinden sich Förderrollen.

### Firstenstoßbau
Diese Abbaumethode ist eine spezielle Art des Firstenbaus. Entwickelt wurde dieses Verfahren aus dem Firstenbau und dem Weitungsbau. Der Firstenstoßbau wird hauptsächlich in standfesten, steilstehenden Lagerstätten mit standfestem Nebengestein angewendet. Dieses Abbauverfahren war über eine lange Zeit das klassische Verfahren für steilstehende Erzgänge mit festem nutzbarem Mineral. Das Nebengestein kann bei diesem Verfahren fest bis wenig fest sein. Die Methode wird deshalb häufig in Erzgängen oder Flözen mit über 44 Gon Einfallen betrieben. Vom Prinzip her ist der Firstenstoßbau ein Firstenbau, bei dem immer nur ein Stoß in Verhieb genommen wird. Dadurch ist es möglich, die Lagerstätte selektiv abzubauen. So kann man z. B. beim Erzbergbau niedriggradige Erzteile stehen lassen und nur die hochgradigen Erzanteile abbauen.
Um die Lagerstätte vorzurichten, wird zunächst der Gang in seiner gesamten Mächtigkeit unterfahren. Anschließend werden in Abständen von 60 bis 200 Metern Überhauen bis zur nächsthöheren Sohle erstellt. Zur Abförderung des Erzes werden danach Rolllöcher bis zur unteren Strecke erstellt. Der Abbau kann auch hier einflügelig oder zweiflügelig erfolgen. Jeder Firstenstoß wird einzeln mit einer Länge von bis zu 200 Metern Erstreckung vorgetrieben. Zur Erstellung der erforderlichen Sprenglöcher werden im heutigen Bergbau Bohrwagen eingesetzt. Die Abbaurichtung erfolgt hierbei von unten nach oben. Das hereingewonnene Mineral wird über die Rolllöcher abgefördert. Um eine ausreichende Arbeitsoberfläche zu haben, wird der untere abgebaute Bereich mit Versatz gefüllt. Dabei wird die obere Sohle zur Heranförderung des Versatzes genutzt. Sobald nun der erste Stoß vorrückt, wird die Grundstrecke versetzt und die Förderbahn auf den Bergeversatz gelegt. So schreitet der Abbau von unten nach oben fort.

### Firstenstoßbau mit Magazinierung (Magazinabbau)

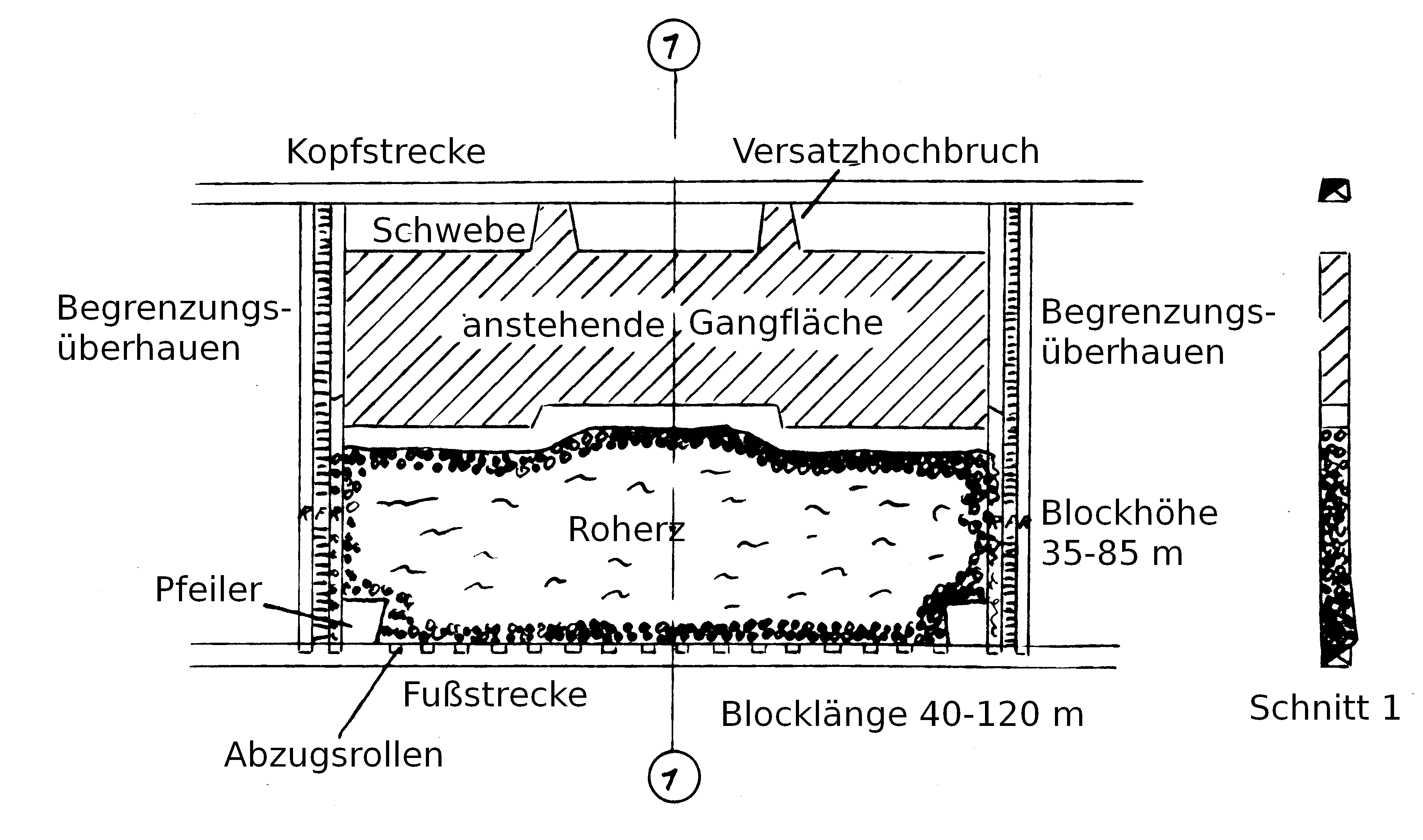
Abbaublock beim Firstenstoßbau mit Magazinierung (Magazinabbau) am Beispiel eines steilstehenden Erzgangs der Zinngrube Ehrenfriedersdorf/Sächsisches Erzgebirge

Im Erzbergbau auf steilstehende Ganglagerstätten kommt als Abbauvariante auch ein aufwärts geführter Firstenstoßbau mit Magazinierung des Roherzes zum Einsatz, der teilweise auch verkürzt als „Magazinabbau“ oder „Magazinbau“ im Sinne von „Abbau mit planmäßiger Magazinierung des Haufwerks“ bezeichnet wird. Der Magazinabbau wird meist dann angewendet, wenn der Erzgang aus mehreren schmalen Trümern besteht (also kein einzelner mächtiger Gang), so dass sich eine selektive Gewinnung nicht lohnt. Dabei muss das Nebengestein standfest sein, da der Abbau für eine gewisse Zeit leer steht. Das hereingewonnene Haufwerk wird bei diesem Verfahren im Abbauraum gespeichert. Es dient den arbeitenden Bergleuten als Stand- und Arbeitsfläche.
Grundvoraussetzung für dieses Verfahren ist eine Lagerstätte mit einem Einfallen von mindestens 60 Gon. In Lagerstätten mit einem geringeren Einfallen kann das Verfahren nicht angewendet werden, da das hereingewonnene Erz dann nicht mehr auf dem Liegenden rutscht. Als Fördermittel für das lose Haufwerk wird die Schwerkraft genutzt. Da das lose Erz aufgrund der Schüttungszahl einen bis zu 80 Prozent größeren Raum benötigt als der kompakte Erzkörper, muss aus dem Speicher während des Abbaus regelmäßig Erz abgezogen und abgefördert werden. Die abzuziehende Menge kann dabei bis zu 40 Prozent des Speicherinhaltes betragen. Dabei dürfen in dem im Speicher verbleibenden Haufwerk keine Hohlräume entstehen, da die auf dem Haufwerk arbeitenden Bergleute ansonsten gefährdet würden. Auch dürfen die Bergleute sich während des Abzuges nicht auf dem Haufwerk befinden. Zur Fahrung und zur Bewetterung werden Überhauen angelegt. Um das hereingewonnene Erz abziehen zu können, werden im Sohlenbereich des Speichers Trichter mit einem kastenförmigen Verschluss erstellt. Diese Trichter haben untereinander einen Abstand von vier bis sechs Metern. Auf Rolllöcher kann gänzlich verzichtet werden.
Ein solches Abbauverfahren wurde beispielsweise seit 1938 bis zur Betriebsschließung 1990 in der Zinngrube „Sauberg“ in Ehrenfriedersdorf im sächsischen Erzgebirge betrieben. Abbau- und Verhiebsrichtung sind hier gleich, d. h. der Erzgang wird von einer tiefen Sohle zur höheren Sohle scheibenweise abgebaut (Abbaurichtung schwebend, Verhiebrichtung streichend). Die Vorrichtung eines Magazinabbaublocks erfolgt durch das Auffahren einer Fußstrecke (z. B. 3. Sohle) und einer Kopfstrecke (z. B. 2. Sohle) sowie zweier Begrenzungsüberhauen. Der somit entstandene Abbaublock ist im folgenden Bild dargestellt. Nachdem die erste Scheibe über der Fußstrecke nieder gesprengt wurde (Firstedrücken), wird eine Arbeitsbühne auf der gesamten Abbaulänge aus Schienen und Hölzern hergestellt. Außerdem werden Erzabzugsrollen im Abstand von ca. 2 m eingebaut. Während der Abbauphase verbleibt das losgesprengte Erz im Abbau und nur das aufgrund der Auflockerung entstandene Mehrvolumen wird durch die Rollen auf der Grundstrecke in Hunte abgezogen. Der scheibenweise Abbau erfolgt bis 5 m unter die obere Sohle, damit die Befahrbarkeit der Kopfstrecke erhalten bleibt. In der entstandenen Bergfeste werden im Abstand von 15 m Versatzhochbrüche angelegt. Nun kann das „magazinierte“ Erz auf der Grundstrecke in Hunte abgezogen werden. Der leere Abbauhohlraum wird anschließend über die Versatzhochbrüche mit taubem Gestein wieder versetzt.

## Ausbau und Versatz
Da beim Firstenbau große Hohlräume entstehen, müssen diese nachträglich, um ein zu Bruch gehen zu verhindern, mit einem rückwärtigen Ausbau (Zimmerung) versehen werden. Hierzu werden überwiegend Firstenkästen aus Holz verwendet. Die Anzahl der eingebrachten Firstenkästen richtet sich nach der Festigkeit des Hangenden und Liegenden. Des Weiteren spielt beim Firstenbau der Versatz eine große Rolle, deshalb muss er so zügig wie nur eben möglich eingebracht werden. So dient der Versatz in erster Linie als Standfläche für die Arbeiter. Über den Versatz findet die Fahrung und die Förderung zu den Rolllöchern statt. Der Versatz wird von der obersten Sohle durch Überbrüche in den Abbauraum gekippt. Wenn beim Abbau nicht genügend Versatzberge anfallen, muss der Versatz unter Tage in Bergemühlen erzeugt werden oder von über Tage herangefördert werden. Bei Lagerstätten mit sogenannten armen Erzen lässt der Bergmann im Bereich der unteren Basisstrecke oftmals einen ein bis zwei Meter breiten Gang als Bergfeste stehen. Dieser Gang ist dazu bestimmt, den Bergeversatz aufzunehmen.